# هادي شهر
هادي شهر (بالفارسية: هادیشهر) هي مدينة تقع في الجزء الأوسط من مدينة جلفا في محافظة أذربيجان الشرقية في إيران. هادي شهر هي المدينة العاشرة لمحافظة أذربيجان الشرقية من حيث عدد السكان وهي تابعة لمدينة جلفا. يقدر عدد سكانها بـ 27,842 نسمة .